# Fome Zero

Logotype du programme.

Fome Zero (en français « faim zéro ») est un programme gouvernemental brésilien, lancé par le président Luiz Inácio Lula da Silva en 2003, avec pour objectif d'éradiquer la faim et l'extrême pauvreté au Brésil.

## Contenu du programme
Le programme est piloté par le Ministério do Desenvolvimento Social e Combate à Fome (le Ministère de Développement Social et de lutte contre la Faim) et met en œuvre la stratégie du gouvernement visant à garantir le droit d'accéder à une alimentation de base. Le programme prend différentes formes, allant de l'aide financière directe pour les familles les plus pauvres (avec la carte Bolsa Família), à diverses stratégies comme la création de citernes d'eau dans les zones semi-arides du pays, la création de restaurants à bas coût, le lancement d'une campagne d'éducation à une alimentation saine, la distribution de vitamines et de compléments en fer, le soutien à l'agriculture familiale vivrière et l'accès au microcrédit.
Fome Zero est le plus important dispositif de lutte contre la faim pris par le gouvernement brésilien dans toute l'histoire du pays, et tire parti de programmes similaires mis en place par les gouvernements précédents.

## Effets
Selon des recherches réalisées par certaines universités et par l'Institut Brésilien de Géographie et de Statistiques (IBGE), le programme a clairement contribué aux récentes améliorations du Brésil dans sa lutte contre la pauvreté.
Une évaluation économétrique ex-ante de la Bolsa Escola (Bourse Scolaire) a effectivement indiqué des effets significatifs, à la fois sur les taux de fréquentation scolaire, et sur le nombre d'enfants concernés par le travail des enfants,.
La Banque mondiale, qui a créé le Projet Bolsa Familia en juin 2005 pour soutenir le gouvernement brésilien dans la mise en œuvre du Programme Bolsa Familial, déclare : « Bien qu'il soit relativement récent, ce programme donne déjà des résultats ; entre autres, il contribue à améliorer les résultats scolaires et influe sur la croissance des enfants, leur régime alimentaire et la qualité de leur alimentation. » 
Une étude réalisée par le Centre pour la Pauvreté du PNUD (Programme des Nations unies pour le Développement) a montré que plus de 80 % des aides du programme Bolsa Familia allaient aux familles vivant dans la pauvreté (dont le revenu individuel est inférieur à la moitié du salaire minimum), par conséquent, la plus grande partie des aides vont aux plus pauvres.
Bolsa Familia a également été reconnue à l'origine de la baisse de 20 % des inégalités au Brésil depuis 2001, ce qui est exceptionnel dans ce pays, l'un de ceux affichant les plus fortes inégalités au monde.
Un des effets positifs du programme qui n'est pas immédiatement perçu est son impact significatif sur la possibilité pour les familles les plus pauvres de se nourrir. Les enfants des écoles publiques reçoivent un repas gratuit par jour - deux dans les régions les plus pauvres - ce qui permet par conséquent de réduire la part représentée par les dépenses en nourriture dans le faible revenu de la famille.
Dans un sondage auprès des bénéficiaires de la Bolsa Família, 82,4 % ont déclaré mieux manger ; de plus, une augmentation de 25 % des revenus des familles les plus pauvres a été constatée.

## Critiques
En 2003, David de Ferranti, le représentant de la BIRD (Banque internationale pour la reconstruction et le développement) pour l'Amérique Latine et les Caraïbes a critiqué le programme pour son aspect flou, déclarant que le programme ne combattait pas la pauvreté du pays, ni l'inégalité des revenus. Il a également critiqué les mécanismes de dons d'argent et de collecte et distribution de nourriture.
Fome Zero est considéré par l'opposition (principalement le PSDB et le DEM) comme un échec, à cause de l'incapacité du gouvernement à gérer le programme de manière efficace.
Murilo Zauith, un député du Partido de Frenta Liberal (PFL) a déclaré en mars 2005 que le programme était défectueux, prenant comme exemple la mort pour cause de malnutrition de plusieurs enfants indigènes dans la ville de Dourados, Mato Grosso do Sul.
Toutefois, Humberto Costa, Ministre de la Santé à l'époque, a considéré ce nombre de décès comme une « moyenne », et donc, pas alarmant.